# Карамарко, Томислав
Томислав Карамарко (хорв. Tomislav Karamarko) — хорватский политик, бывший министр внутренних дел Республики Хорватии, нынешний руководитель ведущей оппозиционной силы страны — ХДС.

## Жизнеописание
Карамарко родился в городе Задар. Окончил факультет гуманитарных и социальных наук Загребского университета в 1989 году, где изучал историю.
В 1992 году занял пост руководителя Канцелярии премьер-министра Йосипа Манолича, а затем руководил канцелярией премьер-министра Франьо Грегурича. С 1992 по 1993 год возглавлял Администрацию тогдашнего Председателя хорватского парламента Стипе Месича.
С 1993 до 1996 года Карамарко занимал должность начальника полиции Загреба, а с 1996 по 1998 год работал помощником министра внутренних дел.
В 2000 году руководил избирательным штабом кандидата в президенты Хорватии Стипе Месича, а после победы последнего стал советником президента по национальной безопасности. Также занимал должность председателя Национальной службы безопасности в период с 2000 по 2002 год, руководителя службы контрразведки с 2004 по 2006 год и начальника Агентства безопасности и разведки с 2006 по 2008 год. В сентябре 2011 года вновь вступает в ХДС. На XV съезде ХДС 20 мая 2012 во втором туре Карамарко побеждает Милана Куюнджича и становится 4-м председателем ХДС.
Владеет английским и русским языками.
Разведён, отец двоих детей.